# Oligobdella biannulata
Oligobdella biannulata (Олігобдела двокільцева) — вид п'явок роду Oligobdella підродини Haementeriinae родини Пласкі п'явки ряду Хоботні п'явки (Rhynchobdellida).

## Опис
Загальна довжина сягає 2,5 мм. Є 1 пара очей. Передня присоска менша за задню. Тулуб гладенький. Є яскравим представником свого роду, що відбивається в наявності подвійних кілець в кожному з сомітів.
Передня частина світліша за решту. Область позаду очей до заднньою присоски є червонувато-коричневою, а по середині має оливково-зелене забарвлення. Задня присоска має декілько хроматофор.

## Спосіб життя
Воліє до невеличких струмків у гірській місцині. Заднньою присоскою чепляється до ґрунту, а передню присоску виставляє догори. В такій позиції полює на здобич. Присмоктується переважно до саламандр видів Desmognathus quadramaculatus і Desmognathus marmoratus, чиєї кров'ю живиться.
Залишає своїх «хазяїв» в кінці травня-початку липня, щоб відкласти яйця. П'явки відкладають 15-30 яскраво-жовтих яєць під своє черево. Яйця вилуплюються через 10-20 днів і приблизно через 50 днів молоді п'явки починають живитися кров'ю. Наприкінці серпня або на початку жовтня повторно шукає нову жертву, до якої присмоктується.

## Розповсюдження
Є ендеміком США. Виявлена у штатах Північна і Південна Кароліна, Джорджія і Теннессі.